# Subrogace
Subrogace označuje změnu závazku v osobě věřitele, jestliže původnímu věřiteli plní místo dlužníka třetí osoba. Ta se díky tomu dostává do pozice věřitele a dlužník pak již musí plnit jí, zanikne totiž nárok původního věřitele a pohledávka přejde na věřitele nového. Rozlišuje se přitom subrogace fakultativní (§ 1936 odst. 2 OZ) a subrogace ex lege (§ 1937 odst. 2 OZ).
Obecně platí, že věřitel je povinen přijmout plnění dluhu za dlužníka i od třetí osoby, ledaže je toto plnění vázáno na osobní vlastnosti dlužníka, kupř. jde o umělecký výkon (§ 1936 odst. 1 OZ). U dluhů formálně cizích, kdy daná třetí osoba není vůbec povinna plnit, je však k takovému splnění potřeba souhlasu dlužníka, neboť mu nelze zbavení se dluhu vnutit. Jestliže by souhlas nedal, šlo by o plnění bez právního důvodu (bezdůvodné obohacení). Třetí osoba může namísto dlužníka plnit z různých důvodů, proto je také na její vůli, zda při tom vůči původnímu věřiteli uplatní výhradu subrogace. Nechce-li tedy dlužníka zbavit dluhu bez dalších nároků, může současně požadovat postoupení pohledávky (zřejmě bez nutnosti její formální cese) a tím vstoupí do práv věřitele. Neuplatní-li naopak výhradu subrogace, dluh splněním zanikne.
Naproti tomu u dluhů formálně vlastních, kde třetí osoba sice není přímým dlužníkem, ale je povinna plnit, např. na základě ručení za dluh, souhlasu dlužníka už zapotřebí není (§ 1937 odst. 1 OZ). V tomto případě tedy dochází k subrogaci přímo ze zákona (ex lege). Třetí osoba pak má automaticky právo na to, aby jí dlužník vyrovnal celou pohledávku včetně jejího příslušenství a dalších souvisejících práv, a původní věřitel jí musí vydat všechny potřebné doklady. V obou případech subrogace, na žádost i nastupující ze zákona, se však toto právo vztahuje jen na tu část pohledávky, která byla splněna. Jestliže tedy nebyl dluh vyrovnán celý, bude dlužník zavázán jak v rozsahu splněného novému, tak ve zbytku původnímu věřiteli. Podobně plní-li za dlužníka více osob, mají vůči němu právo na vyrovnání poměrné (§ 1938 OZ).